# Беджель
Беджель (також невенеричний ендемічний сифіліс, англ. bejel, or nonvenereal endemic syphilis) — хронічне захворювання шкіри та тканин, яке спричинює підвид endemicum виду спірохет Treponema pallidum. Разом з фрамбезією та пінтою входить до групи ендемічних трепонематозів.

## Актуальність
Захворювання характерне для аграрних країн з сухим, жарким кліматом, поганим економічним станом, низьким рівнем особистої гігієни і знань про хворобу. Регіони Африки (наприклад, країни Сахелю, Зімбабве, Південна Африка), частини Близького Сходу (наприклад, кочові / бедуїнські племена Саудівської Аравії, Іраку та Сирії) та частини Азії (зокрема, Туреччина, Південно-Східна Азія, Західна частина Тихого океану). У цих областях серопозитивність дітей досягає 40 %, а про ранні прояви повідомляється у 20 % дітей. Хоча хвороба не передається статевим шляхом, але виявлено, що частота беджелю зросла серед ВІЛ-інфікованих чоловіків, які мають одностатеві стосунки. Дослідження, проведені в лікарні в Малазі, Іспанія, показало збільшення з 1,2 % у 2007 році до 7,8 % у 2012 році.

## Етіологія
Детальніші відомості з цієї теми ви можете знайти в статті Treponema pallidum.
Збудником беджелю є T. pallidum підвиду endemicum, котра за своїми характеристиками не відрізняється від інших трепонем та відноситься до роду спірохет.

## Епідеміологічні особливості
Передача інфекції відбувається при прямому контакті шкіри або слизових оболонок з інфікованими ушкодженнями шкіри. Беджель зустрічається переважно у дітей у віці 2–16 років. Решта випадків спостерігаються у дорослих, які знаходяться в тісному контакті з інфікованими дітьми, що є членами їхніх родин. Жінки є сприйнятливішими, ймовірно через те, що вони частіше контактують з дітьми, доглядають за хворими або інфікуються під час грудного вигодовування. В останні роки частота захворювання збільшилася серед ВІЛ-інфікованих чоловіків, які мають секс з чоловіками. Вроджений беджель зустрічається вкрай рідко, тому що хворобу можна успішно лікувати під час вагітності.

## Патогенез
T. pallidum підвиду endemicum проникає через шкіру або слизові оболонки при безпосередньому контакті, потрапляє в епітеліальні клітини, призводячи до виразок, перш за все, в ротоглотці, на губах, язиці. На поверхні виразкових папул присутня велика кількість спірохет, що легко передаються іншій людині. Подальше поширення збудника проходить через підшкірні лімфатичні судини і кровоток. На пізніх стадіях хвороби це призводить до ураження хрящів, кісток, іноді серцево-судинної та центральної нервової систем. Беджель має патологічну і гістологічну картину, аналогічну сифілісу. Проте, впливи на внутрішні органи і системи при цих захворюваннях відрізняються.

## Клінічні прояви
Інкубаційний період при беджелі триває 10–90 днів. Типовим для беджелю є циклічність перебігу.

### Первинна стадія
Характеризується появою первинних уражень, зазвичай у ротоглотці, на шкіри, або сосках матері, що годує інфіковану дитину (первинний афект). На початку вони нагадують шанкри венеричного сифілісу, перебігають безсимптомно і виглядають як невеликі, ерозовані або виразкові папули, що загоюються впродовж 1–6 тижнів, і тому часто не діагностуються. Генералізовану лімфаденопатію спостерігають на цій стадії рідко. На ранніх стадіях ознаки беджелю нагадують ряд дерматозів, головним чином, екзему, мікози, псоріаз, проказу, простий герпес тощо.

### Вторинна стадія
Складається з мокнучих плям на губах, язику і мигдаликах, ангулярного стоматиту, що нагадує стоматит, спричинений дефіцитом вітамінів групи B. В аногенітальний області можуть з'явитися гіпертрофічні кондиломи. Звичайним явищем є безболісна генералізована лімфаденопатія. Іноді знаходять болючий остеопериостіт довгих трубчастих кісток (наприклад, великої гомілкової кістки) без ознак руйнування кісткової тканини. Ця стадія може тривати 6–9 місяців.

### Третинна і пізня стадії
Зазвичай розвиваються від 6 місяців до декількох років після інфікування. Типовим є руйнування кістки і хряща внаслідок гумозного ураження, зазвичай у носі, що може привести до сідлоподібної деформації носа і перфорації піднебіння. У результаті загоєння гумових виразок формуються депігментовані шрами з гіперпігментованими межами. У рідких випадках відбувається ураження серцево-судинної і нервової систем.

## Діагностика
Найкращий метод діагностики — ретельно зібраний анамнез і повний медичний огляд. Географічні дані, включаючи інформацію про подорожі, є ґрунтовною допомогою у встановленні діагнозу. Лабораторні тести використовують такі ж, як і для діагностики сифілісу. Слід пам'ятати, що серологічні та морфологічні тести недоцільні для проведення диференціальної діагностики між різними видами трепонематозів. Серед серологічних тестів рекомендується абсорбція флуоресцентних трепонемних антитіл (FTA-ABS), що є позитивною у всіх стадіях хвороби. Мікроскопія у темному полі залишається найкращим способом, щоб підтвердити захворювання, і хоча не можна точно вказати підвид трепонеми через їхню морфологічну схожість, тест відразу ж підтверджує, що хвороба спричинена саме трепонемою. Матеріал для дослідження — мазок, який отримують притискаючи скло до шкірного ураження.

## Лікування
Беджель, як і сифіліс, лікується пеніциліном та іншими антитрепонематозними препаратами (азитроміцин, доксициклін у середньотерапевтичних та вікових дозах). Пеніцилін може застосовуватись для лікування вагітних і попередження вроджених випадків захворювання. Хворі стають незаразними впродовж 24 годин від початку лікування. Тому надзвичайно важливе значення має раннє виявлення і лікування хворих в ендемічних районах. Після успішного лікування титр антитіл демонструє поступове зниження і з часом стає негативним.

## Профілактика
Вакцини немає. Основні заходи профілактики ґрунтуються на проведенні санітарно-просвітницької роботи серед населення в осередках. Покращення соціальних та медичних умов, безперервна медична освіта населення допомагають зупинити поширення хвороби і полегшити її викорінення.